# Claude-Marie Magnin
Pour les articles homonymes, voir Magnin.
Claude Marie Magnin, né le 14 novembre 1802 à La Muraz et mort le 14 janvier 1879 à Annecy, est un homme d'Église savoisien, évêque d'Annecy entre 1861 et 1879.

## Biographie
Claude Marie Magnin naît le 23 brumaire de l'an XI de la République française (14 novembre 1802), au hameau de la Croisette à La Muraz. À cette période, l'ancien duché de Savoie a été annexé par les troupes révolutionnaires françaises depuis 1792. Il est fils de François Magnin et de Marion Dupont dit Mollière, tous deux laboureurs.
Le révérend de la paroisse de La Muraz, Masson, lui enseigne les premiers rudiments de latin. Il est ordonné prêtre le 20 mai 1826. Entre 1830 et 1845, il est précepteur dans le milieu aristocrate savoyard. Il devient par la suite professeur d'éloquence sacrée et de droit canon au Grand Séminaire d'Annecy.
Il est préconisé comme évêque d'Annecy, le 19 mars 1861. Il est sacré trois mois plus tard, le 11 juin 1861,. Cette nomination a lieu au lendemain de l'Annexion de la Savoie, avec l'assentiment de l'empereur Napoléon III. Son action reste « [prudente] dans ses rapports avec le gouvernement impérial »,. En 1866, Il invite mère Marie de l'Immaculée Conception et onze sœurs dans son diocèse, qui prennent le nom de sœurs de l'Immaculée Conception d'Annecy.
En 1878, il est à l'origine de la création de l'Académie salésienne avec d'autres prélats annéciens.
Il meurt le 14 janvier 1879 à Annecy,.

## Armoiries
Claude Marie Magnin choisit les armoiries de Pierre Magnin, seigneur du Martheray dans le canton de Vaud qui vivait à fin du XVIe siècle. Elles se blasonnent ainsi : d'azur au chevron d'or, accompagné de trois coquilles d'argent.

## Distinction
Victor-Emmanuel II nomme l'abbé Magnin chevalier de l'ordre des Saints-Maurice-et-Lazare en août 1858.
Monseigneur Magnin est élevé au rang d'officier de la Légion d'honneur le 13 août 1867.

## Monuments
La mère de Claude Marie Magnin meurt à Esserts-Salève, village de Monnetier-Mornex en 1866. Alors qu'il est évêque, il fait dresser une croix en hommage à sa mère défunte l'année suivante, à côté de l'église d'Essert-Salève.